# Ревегук Віктор Якович
Ревегук Віктор Якович (*2 травня 1938, с. Малі Будища, Гадяцький район, Полтавська область, УРСР — 27 грудня 2019, м. Полтава, Україна) — кандидат історичних наук, доцент, науковець, педагог.

## Біографія
Віктор Ревегук народився 2 травня 1938 року в с. Малі Будища  Гадяцького району. Лише кілька років пройшло відтоді, як страшним смерчем пронісся і над цим краєм голодомор 33-го, тож від самого малку хлопець пам'ятав ті розмови старших про оте нечуване лихо. Люди воліли говорити про це пошепки, але в дитячій пам'яті воно відклалося назавжди: голод, смерть, Сталін… Як слова-синоніми.
Із сімейних переказів знав, що походить із козацького роду, про що пізніше, уже в роки професійної діяльності довідався документально: «Пам'ятаю із сімейних переказів, що мої пращури були корінними жителями Гадяччини. Уперше пращур по батьківській лінії Петро Ревегук (це вже я, як історик, пізніше встановив), згадується в ревізії Гадяцького полку 1735 року як виборний козак Гадяцької сотні Гадяцького реєстрового полку. По материнській лінії також простежується козацьке коріння: дідусь походив із колишніх монастирських (пізніше — державних) селян, бабуся — з козацького роду Харченків».
Про батьків у автобіографії згадував: «Батько мій, Яків Якович, за фахом був інженером. До війни працював на одному із заводів у Сумах. Під час евакуації заводського майна 1941 року потрапив в оточення і був відправлений на примусові роботи до Німеччини. Після повернення на Батьківщину був виключений із ВКП/б/, мав проблеми з роботою за фахом. У 1947 році він залишив сім'ю, а в 1954 році помер.
Мати, Миронченко Мотрона Павлівна, — медсестра. Під час німецької окупації працювала у громадському дворі (колгоспі), а після звільнення Гадяча від німців і аж до виходу на пенсію — спочатку в військовому госпіталі, а пізніше  – у клінічному санаторії Міністерства оборони СРСР».
Закінчив сільську семирічну школу та Гадяцьку середню школу № 2 у 1956 році (навчався непогано, найбільше любив історію та географію, багато читав). Працював ще два роки кочегаром, заробляючи виробничий стаж для вступу до вищого навчального закладу.
Після закінчення школи мав неабияке бажання продовжити навчання і вступити до інституту. Рідні також радили не залишатися в колгоспі («Будеш увесь вік волам хвости крутити…», — говорив дідусь). Але на шляху до вишу стояла перепона: потрібно мати два роки виробничого стажу (така тоді була вимога партії). Виняткову перевагу при вступі до інституту в ті роки мали лише особливо обдаровані діти. Тож сільському юнакові бажаний трудовий стаж довелося два роки заробляти в Гадяцькому клінічному санаторії Міністерства оборони СРСР.
1958 року вступив на історико-філологічний факультет Полтавського державного педагогічного інституту імені В. Г. Короленка. З історичних дисциплін завжди мав відмінні оцінки, з філологічних — добрі, тому всі п'ять років отримував стипендію. Найбільш цікавими для нього завжди були лекції із історії СРСР доцентів Степана Остаповича Данішева та Григорія Івановича Кулика, що цілісно та яскраво характеризували діяльність людей, основних суб'єктів історії, аналізували науково-монографічну й мемуарну літературу, подавали студентам зразки нешаблонного критичного мислення. Високопрофесійними і водночас доступними для студентів-однокурсників Віктора Ревегука були лекції та семінарські заняття із всесвітньої історії (період середньовіччя) доцента Олексія Хрисантійовича Соколовського.
Студентські роки подарували веселих та щирих друзів, із багатьма з яких і до цього часу Віктор Якович підтримує зв'язки, бо відданий традиції зустрічатися з ними, скільки б років не пройшло.
Успішно закінчив навчання у 1963 році. Свій перший досвід педагога-історика здобував протягом двох років, працюючи за призначенням у Білогірському професійно-технічному училищі № 3 Кримської області. Та оскільки реалії соціалістичного способу життя не дозволяли молодому безпартійному вчителеві вступити до аспірантури для продовження фахового зростання (історія в ті часи вважалася партійною наукою, наукою лише для людей з прошарку інтелігенції), ще шість років працював: і вихователем у школі-інтернаті в рідному Гадячі (1965—1967 рр.), і товарознавцем із книжкової справи відділу книжкової торгівлі Полтавської облспоживспілки (1967—1978 рр.), і старшим лаборантом кафедри марксизму-ленінізму в Полтавській філії Львівського торгово-економічного інституту.
Лише 1971 року у віці 33 роки В. Я. Ревегук вступає до аспірантури при кафедрі історії УРСР Харківського державного університету, де науковий керівник доктор історичних наук, професор Іван Климентійович Рибалка, знаний спеціаліст з історії України, чуйна, але вимоглива людина, формулює йому наукову проблему для дисертаційного дослідження «Донецько-Криворізька республіка» — на той час «білу пляму» в історії УРСР, яку він ретельно вивчив, опрацював і ввів у науковий обіг невідомі, нові документи і матеріали. У 1975 році вказане дисертаційне дослідження ним успішно закінчене і захищене перед спеціалізованою вченою радою університету. Далі працює в Полтавському державному педагогічному інституті імені В. Г. Короленка спочатку асистентом, пізніше старшим викладачем, потім — доцентом. Здобув перший науковий ступінь.
Тема наступної докторської дисертації — «Політика воєнного комунізму в Україні 1918—1921 рр.». Основні положення роботи опубліковані у вигляді окремих досліджень, тез і доповідей. Проте робота завершена не була. Однією з основних причин постала зміна політичної ситуації.
Із вересня 1975 року Віктор Якович працював на кафедрі історії України Полтавського державного педагогічного інституту імені В. Г. Короленка, невтомно досліджуючи історію та культуру України і, зокрема, звісно ж, рідної Полтавщини.
«Принциповий учений, вдумливий аналітик, який вміло послуговується різноманіттям науково-дослідницьких методів вивчення проблеми, Віктор Якович викликає повагу й пошану у своїх студентів, серед яких немало тих, кому прищепив віддану любов до історичного минулого України, Полтавщини. Багато з них стали професійними вченими, істориками-краєзнавцями».
До КПРС вступив тому, що інститутський партком запропонував написати заяву. Особливого бажання стати комуністом не мав, позаяк ніколи не прагнув робити кар'єру і служити радянській владі. Понад усе цінував особисту свободу і незалежність думки, наскільки це було можливо в умовах комуністичного режиму, а тому вважався пересічною радянською людиною. Але було бажання мати доступ до партійних архівів, без яких повноцінно займатися науковою роботою в ті часи було неможливо. Цей аргумент і переважив.
Вірність людей, його односельчан, закладеній поколіннями українців культурній традиції православ'я, стала підвалиною його науково-дослідницької діяльності. Вона втілилася в пошукові та дослідженні саме тих наукових проблем в історії рідного краю, розв'язання яких не давала офіційна історія УРСР. Так, серед найменш вивчених проблем виявилися історія національного відродження українців, зокрема, полтавців початку ХХ століття; історія голодоморів 1921—1923 рр., 1932—1933 рр., 1947 р.; останні роки життя в Полтаві великого російського письменника-гуманіста В. Г. Короленка, організація національно-патріотичного підпілля полтавців та їх життя у роки фашистської окупації міста, області та ін.".
З початком горбачовської «перебудови» з'явилася можливість працювати з раніше недосяжними документами архівів і забороненими темами історії України. Зникла необхідність дотримуватися догматичних концепцій «Короткого курсу ВКП /б/», постанов пленумів ЦК КПРС, настанов Генеральних секретарів ЦК КПРС тощо.
Свобода творчості з'явилася тоді, коли більша частина життя вже минула. Потрібно було поспішати. У зв'язку з матеріально скрутою, доступу до центральних архівів і книгозбірень України не мав. Тому довелося обмежитися вивченням Полтавщини. Найбільше цікавили теми національно-визвольної боротьби українців за свою свободу та незалежність, національного відродження краю, правда про радянсько-німецьку війну та участь у ній полтавців тощо. Працювалося цікаво, вільно, тому що не був зв'язаний жодними формальними зобов'язаннями, прагненням зробити кар'єру, домагатися визнання чинів і нагород.
Горбачовську «перебудову» вважав початком національного відродження краю і першим кроком до незалежності України. Із появою Народного Руху за перебудову одночасно вступив до нього та до «Просвіти», позаяк завжди був патріотом України і не вважав СРСР своєю Батьківщиною. Коли постало питання перебування в Рухові чи КПРС у березні 1991 р., вийшов з Комуністичної партії і створив осередок Руху в Полтавському державному педагогічному інституті імені В. Г. Короленка, до якого ввійшли 15 студентів і доцент фізико-математичного факультету Е. Б. Яворський. 1992 р. вступив до Української Республіканської партії і очолював її міську партійну організацію. Через особисті амбіції партійних лідерів і постійні чвари УРП у 1996 році фактично припинила своє існування. Відтоді — позапартійний.
У переддень розпаду СРСР з ініціативи голови Полтавського обласного відділення товариства «Україна і світ» В. М. Кошової виникла ідея створення в Полтаві громадської культурно-просвітницької організації Університету українознавчих студій імені В. Г. Кричевського. Його засновниками також виступили Полтавський обласний краєзнавчий музей, місцева «Просвіта» та мале підприємство «Засвіт». Очолити його (бути ректором на громадських засадах) запросили Віктора Ревегука. Полтавська громада, спрагла до неупередженої об'єктивної краєзнавчої інформації та до зустрічей із цікавими особистостями, активно відвідувала вечорами засідання-лекції в Університеті.
Так, із 1991 до 1994 року він активно працює ректором одного з перших в Україні Університетів українознавства. Полтавська громадська організація «Університет українознавства імені Василя Кричевського», яка працювала в тісному зв'язку із Просвітою, Фондом Української культури, Товариством зв'язків із зарубіжними українцями, Конгресом української інтелігенції, налічувала широке коло прихильників, здійснила значну кількість культурно-просвітницьких акцій на теренах Полтавського обласного краєзнавчого музею. Серед них зустрічі із зарубіжними українцями, представниками діаспори Канади, Австралії, Чехії, Німеччини, проведення тематичних «круглих столів», вивчення та підготовка до видання матеріалів про операцію «Вісла».
У роботі Університету брали участь науковці-викладачі Києво-Могилянської академії; учені українського зарубіжжя: професор Гейдельберзького та штату Огайо університетів Теодор Мацьків, директор бібліотеки імені С. Петлюри в Парижі Василь Михавльчук, донька Дмитра Соловей Оксана Соловей, онука В. Кричевського Катерина Кричевська-Росандич; відомі полтавські науковці: професор Полтавського державного сільськогосподарського інституту                 М. А. Якименко, письменник, поет, літературознавець П. П. Ротач, мистецтвознавець  В. М. Ханко та ін. На заняттях полтавці, особливо молодь, знайомилися з майже невідомими і раніше забороненими темами з історії України, Полтавщини: національно-визвольною боротьбою українського народу, видатними полтавцями-борцями за волю України, подвижниками українського національного відродження, масовими репресіями та іншими злочинами комуністичного режиму. Коли вийшли друком і стали доступними для широкого загалу наукові праці й підручники з історії та культури України, Полтавщини, Університет, що діяв близько двох років, припинив свою роботу.
З 1997 року полтавський науковець — член історичного клубу «Холодний Яр» — об'єднання вчених, краєзнавців, митців, письменників, журналістів, кінорежисерів, літературних критиків, громадських діячів, учасників та нащадків учасників Національно-визвольних змагань українського народу. Метою діяльності київського клубу були дослідження боротьби українського народу за побудову Української держави, відновлення історичної справедливості до борців за Українську державу, увічнення їхнього подвигу, відновлення відчуття національної честі та гідності українського народу. Наш земляк, як інші члени історичного клубу «Холодний Яр», вважав, що шанобливе ставлення до героїв — найвагоміших представників народу  – є свідченням справедливого і високорозвиненого суспільства, а також необхідною умовою для доведення до переможного кінця державницької ідеї отаманів Гайдамацького краю.

## Громадська робота
Із 1991 й до 1994 року він активно працює на громадських засадах ректором одного з перших в Україні Університетів українознавства. Полтавська громадська організація «Університет українознавства імені Василя Кричевського», яка працювала у тісному зв'язку із Просвітою, Фондом Української культури, Товариством зв'язків із зарубіжними українцями, Конгресом української інтелігенції, налічувала широке коло прихильників, здійснила значну кількість культурно-просвітницьких акцій на теренах Полтавського обласного краєзнавчого музею. Серед них зустрічі із зарубіжними українцями, представниками діаспори Канади, Австралії, Чехії, Німеччини, проведення тематичних «круглих столів», вивчення та підготовка до видання матеріалів про операцію «Вісла» тощо.
З 1997 року полтавський науковець — член історичного клубу «Холодний Яр» — об'єднання вчених, краєзнавців, митців, письменників, журналістів, кінорежисерів, літературних критиків, громадських діячів, учасників та нащадків учасників Національно-визвольних змагань українського народу. Метою діяльності київського клубу були дослідження боротьби українського народу за побудову Української держави, відновлення історичної справедливості до борців за Українську державу, увічнення їхнього подвигу, відновлення відчуття національної честі та гідності українського народу. Наш земляк, як інші члени історичного клубу «Холодний Яр», вважав, що шанобливе ставлення до героїв — найвагоміших представників народу  – є свідченням справедливого і високорозвиненого суспільства, а також необхідною умовою для доведення до переможного кінця державницької ідеї отаманів Гайдамацького краю.
У часи державної незалежності України Ревегук В. Я. обирає активну життєву позицію. Бере участь у загальноукраїнських політичних і громадських з'їздах і зібраннях, де познайомився з відомими політиками і діячами культури: Л. Лукяненком, В. Чорноволом, Ю. Тимошенко, М. Горинем, М. Поровським, І. Драчем, В. Яворівським та ін. Є також активним учасником багатьох протестних акцій, що відбувалися як у Києві, так і в Полтаві, зокрема й у період Помаранчевої революції.
Звичайно — тільки справжній українець може вболівати за свою державу.
В. Я. Ревегук вважав, що важливим чинником національно-патріотичного виховання є феномен Майдану — промовистого свідчення жертовності заради безумовного дотримання прав людини та поваги до людської гідності, відстоювання загальнонаціональних інтересів відмовою учасників від особистого заради досягнення спільної мети. На його думку, наразі зміст виховних заходів у закладах загальної середньої, позашкільної, професійної (професійно-технічної) та вищої освіти має позиціонувати Майдан як форму небаченого дотепер у світовій історії мирного колективного протесту українців у відповідь на порушення базових прав людини і громадянина з боку недемократичного політичного режиму в країні.

## Вшанування пам'яті
У місті Полтава є провулок Віктора Ревегука.
У місті Гадяч провулок Кошового перейменували на провулок Віктора Ревегука.

## Основні праці
Спеціалізується на темі української революції. У колі інтересів історія національного відродження українців, зокрема, полтавців початку XX століття; історія голодоморів 1921–1923 рр, 1932–1933 рр., 1947 р.; останні роки життя в Полтаві російського письменника Володимира Короленка, організація національно-патріотичного підпілля полтавців та їх життя у роки німецької окупації міста, області та ін.
Має близько 300 наукових, науково-методичних, публіцистичних публікацій. З-поміж яких понад 20 монографій і підручників:
- До питання про створення Донецько-Криворізької республіки — Питання історії СРСР. Республіканський міжвідомчий тематичний збірник. — Харків, 1974. Вип.17. — Харків, 1974;
- З історії здійснення продрозкладки в Українській РСР (1919—1921) — Історія народного господарства та економічної думки Української РСР. Вип.23. — Київ, 1989. — С.41-45; Наш рідний край / Сторінки з історії козацтва на Полтавщині. — Полтава, 1991;
- Іван Гонта. — Історія України в особах IX — XVIII ст. — К.,1993; Постать Симона Петлюри на тлі Української революції. — Полтавська Петлюріана. Матеріали других Петлюрівських читань, проведених у Полтаві 15 серпня 1993 р. — Полтава: ОДГВ «Полтавський літератор», 1993;
- Протибільшовицькі селянські повстання на Полтавщині в 1920—1923 рр. — Полтавська Петлюріана. Матеріали третіх Петлюрівських читань, проведених у Полтаві 5 листопада 1994 р. — Полтава, 1996;
- У боротьбі за волю і незалежність: протибільшовицьке повстання під проводом Андрія Левченка (1920—1922 рр.) — Український засів. — 1997, № 1-3;
- Миргородське повстання 1-4 квітня 1919 р. — Полтавська петлюріана. Матеріали четвертих Петлюрівських читань. — Полтава, 1999;
- Становлення національної освіти на Полтавщині за доби Центральної Ради. — Виховання молоді на історико-культурних традиціях рідного краю: Матеріали міської науково—практичної конференції 26-27 квітня 1999 р. — Полтава, 1999;
- Становлення національної школи на Полтавщині в добу Української революції (1917—1920 рр.). — Постметодика /Полтава/. — 2000. — № 2;
- Православна церква і радянська влада на Полтавщині в перші роки непу. — Полтавські єпархіальні відомості. Число 7. — Полтава, 2001;
- Репресивні заходи сталінізму проти наукової інтелігенції Полтавщини. — До 70-річчя голодомору в Україні 1932—1933 років. Матеріали наукової конференції. — Полтава, 2002;
- В. Г. Короленко і Полтавська Ліга порятунку дітей. — Рідний край. Альманах Полтавського державного педагогічного університету. — 2003. — № 1;
- В. Г. Короленко і рганізація боротьби з голодом 1921—1923 рр. — Феномен В. Г. Короленка: погляд із III тисячоліття: Збірник наукових праць. Полтава, 2004;
- Полтавщина в добу політичних і соціальних потрясінь (1937—1945 рр.) — Полтавщина: влада на історичних паралелях. — Полтава: АСМІ, 2005;
- Художники Іван Зайцев і Василь Волков у Полтаві: культурологічний аспект. — Слов'янський збірник. Вип.5. — Полтава, 2006;
- В.Винниченко в українському державотворенні: здобутки і втрати. — Філософські семінари. — Вип.4-5. — Полтава, 2007;
- Перше пограбування російськими більшовиками країни (січень-квітень 1918 р.) — Полтавський краєзнавчий музей. Збірник наукових статей. Маловідомі сторінки історії, музеєзнавства, охорона пам'яток. Вип. IV. Книга I. — Полтава: Дивосвіт, 2008;
- Голод 1921—1923 років — прелюдія «Великого Голодомору» 1932—1933 років в Україні. — Актуальні проблеми дослідження Голодомору та політичних репресій 1930-х років в Україні. Збірник наукових статей за матеріалами «круглого столу» 29 травня 2008 р. — Полтава: ТОВ «АСМІ», 2009;
- Християнська релігія і церква на Полтавщині. — Полтавіка. Полтавська енциклопедія. Т.12. — Релігія і церква. — Полтава, 2010;
- «Гречанівська справа» (1929—1930 рр.) — Україна: архітектура, історія, мистецтво. Матеріали Всеукраїнської наукової конференції «Вайнгортівські читання»: Полтава, 2011;
- Справа миргородських «ображених» (липень 1928 — лютий 1930 рр.) — Рідний край. Альманах Полтавського державного педагогічного університету. — 2012. — № 1 (6).
- Полтавщина в Українській революції 1917—1920 pp. — Полтава, 1996;
- З історії УАПЦ на Полтавщині в перші роки її існування // ПЄВ. — 1998—1999. — Ч. 5. — С. 38-45;
- У боротьбі за волю України. Визвольні змагання на Полтавщині 1920—1925 pp. — Полтава, 2000;
- Православна церква і радянська влада на Полтавщині в перші роки непу // ПЄВ. — 2001. — Ч. 7. — С. 97-109;
- Полтавщина в добу Української революції 1917—1920 pp. — Полтава, 2002;
- Благодійна діяльність церкви та громадськості Полтавщини в умовах гітлерівської окупації 1941—1943 рр. // ВПЄ. — 2002. — Ч. 8. — С. 114—131;
- Полтавщина в роки Другої світової війни (1939—1945). — Полтава, 2004;
- Українська Автокефальна Православна Церква на Полтавщині в часи німецько-фашистської окупації (1941—1943 рр.) // ПЄВ. — 2004. — Ч. 10. — С. 178—191;
- Новітня історія Полтавщини (І пол. XX століття): Підруч. для 10 кл. загальноосвітньої школи (у співавт.). — Полтава, Оріяна, 2005. — 312 с., іл. [у співавт.];
- В. Г. Короленко в Полтаві (1917—1921). — Полтава, 2006;
- За волю України. Нариси історії повстансько-партизанської боротьби на Полтавщині (1917—1923). — Полтава, 2007;
- Новітня історія Полтавщини (II пол. XX століття): Підруч. для 11 кл. загальноосвітньої школи (у співавт.). — Полтава, Оріяна, 2007. — 312 с., іл.;
- Полтавщина в перший рік Української революції. Доба Центральної Ради (берез. 1917 — квіт. 1918 рр. — Полтава, 2007;
- В. Г. Короленко в Полтаві. (Громадсько-політична діяльність. 1917—1921 роки) (у співавт.). — Полтава, 2009.
- Полтавці — поборники державної незалежності України. — Вид. 2-ге, перероб. і доп. — Полтава: Полтавський літератор, 2016. — 392 с.

## Нагороди та відзнаки
- Полтавська обласна премія імені Панаса Мирного[4]

## Виноски
1. ↑  Кафедра історії України ПНПУ імені В. Г. Короленка. Архів оригіналу за 8 червня 2013. Процитовано 29 серпня 2013.
2. ↑  Надія Кочерга. ПОЛТАВСЬКИЙ ІСТОРИК-КРАЄЗНАВЕЦЬ (ВІКТОР РЕВЕГУК) // КРАЄЗНАВСТВО, 4'2012
3. ↑  Отамани полтавського краю — борці за волю України
4. ↑  Лауреати Полтавської обласної премії імені Леоніда Бразова [Електронний ресурс] / Режим доступу — http://oblrada.pl.ua/index.php/gordist/librazov1 [Архівовано 27 квітня 2014 у Wayback Machine.]

| Володимир Вернадський | Це незавершена стаття про українського науковця. Ви можете допомогти проєкту, виправивши або дописавши її. |